# Amund Grefwe
Amund (Nilsson) Grefwe (latin: Amundi Grefwe), född omkring 1610 i Gräve socken, väster om Örebro, Närke, död i februari 1677 i Göteborg, var Göteborgs första boktryckare. Namnet Grefwe kommer troligen av födelseorten Gräve, och han kallade sig en tid i Uppsala för Grefander, som senare blev till Grefwe. Han studerade bland annat latin på Uppsala universitet och var författare till ett par mindre skrifter.

## Historia
Grefwe omnämns som boktryckare första gången som föreståndare för professorn och domprosten Laurentius Olai Wallius privata tryckeri i Uppsala, i vilket Grefwe var verksam åren 1635—1638. Åren 1639—1641 var Grefwe föreståndare för Laurentius Paulinus Gothus privata tryckeri i Uppsala. För honom tryckte han tolv skrifter, där han i två av dem använder namnformen Grefander.

Ärkebiskop Paulinus tryckeri återköptes 1641 av domkapitlet i Strängnäs och flyttades tillbaka dit, men Grefwe följde inte med, utan kom till Stockholm och blev föreståndare för det privata tryckeri som translator regius, den kunglige översättaren, Ericus Schroderus (en yngre bror till riksrådet Johan Skytte) († 1647) ägde där. År 1645 återvänder Schroderus till sin födelsestad Nyköping och Grefwe följer med. Han övertar tryckeriet när Schroderus dör och ger samma år ut den i Nyköping första tryckta boken, en latinsk dikt till julens ära.
I en framställan från Superintendenten Ericus Brunnius vid magistraten i Göteborg till Kungl. Maj:t 1646 begär man att få starta ett Gymnasium samt ett boktryckeri. Året efter vände sig superintendenten i Göteborg till Amund Grefwe i Nyköping och erbjöd honom att flytta till Göteborg. Grefwe var upptagen av ett större bokverk, "Carionis Chrönika", och kunde flytta först tre år senare, i juli 1650. Man hade utlovat "gode conditioner" för hans verksamhet, men dessa uteblev. Grefwe klagar över detta i ett brev från omkring 1660, ställt till Magnus Gabriel De la Gardie, men redan i början av 1653 skrev han till hertig Adolf Johan, dåvarande generalguvernör över Västergötland: 
"för Gymnasio eller thes betiänte, hafwer iagh icke fått så myckit Arbete, thet iagh min Hustro och många små Barn på en Månads tijdh hafwer kunnat vppehållit eller försörgt medh, och vthi sådant fall är iagh fattigh Man medh the mina råkat vthi största Olägenheet och vndergång, och thet lilla iagh förr hafft eller förwärfwat hafwer, aldeles qwitt blefwen."
Med detta som underlag utfärdar drottning Kristina den 9 januari 1653 ett privilegiebrev, som bland annat gav honom rättigheter att som boktryckare utge sina egna tryck, vilket i övrigt bokbindarna haft monopol på. Grefwe skulle bland annat få lov att (ur privilegiebrevet):
"...tryckia och der i provincierne försällia efterschrefne böker och arbete, som äre Abc boken på Latin och Swenske, Lutheri Catechismus, den wanlige Psalm och Evangelijboken, Donatus, Compendium Haffenreferi och andre små Scholeböker, som i Scholeordningen nampngifwes och i Scholer och Gymnasierne anthen hele eller styckewijs läses......Här alle detta i någon måtto angår hafwe sig att efterrätta. Till yttermerha wisso etc. Datum Stockholm den 9 januari A:o 1653."
Privilegiet omfattade, tryckning av de vanliga skol- och andaktsböckerna samt i allmänhet alla svenska eller till svenska språket översatta arbeten, och slutligen rättighet att i staden och närgränsande "provinser" sälja dessa, av honom tryckta saker.  
Trots sina unika privilegier sökte Grefwe under mer än tio års tid tjänster på annan ort. Han sökte bland annat en tjänst som akademiboktryckare i Åbo, vid ett tryckeri som ett par professorer startat med Västerås-boktryckaren Peder Wald som tryckare, men den tillföll istället en Peter Hansson efter diverse politiskt spel. År 1663 gällde det en tjänst som ansvarig för Per Brahe d.y.s boktryckeri på Visingsö, men den platsen togs av tysken Johann Kankel.
År 1650 tryckte Grefwe den första boken, som tryckts i Göteborg, den hette "Christelige Nyåhrs-Gåfwors Apoteek" av doktor Josuae Steugmanni, och var på 360 sidor. Boken var översatt av Erasmo Joh. Huss, och utgiven i formatet liten 8:o (en tryckteknisk vikning, där varje ark ger 8 blad eller 16 sidor). På sista sidan kan man läsa: »Then första Book, som är utgången i Götheborg är thenna och nu för första gången tryckt. Anno 1650.» 
Hans förnämsta verk anses vara "Christeligh förklaring öfwer then store propheten Esaiam" (Jesaja), författad av J E Billovius och tryckt 1669. Boken, i formatet 15,5 x 19 centimeter, var ett praktverk i tre delar med totalt 3 758 sidor. 
Grefwe fick utstå en del motgångar och 1667 förlorade han både papper och stilar som han beställt från Holland, "medh en Götheborgs Fahrkost som förgicks then 18 Decembris, fyra Mijl på andra sijdan Bergen i Norie", till ett uppskattat värde av över 400 Riksdaler. Detta var en svår förlust för honom och blev anledningen till en ny hjälpinsats. Det står därefter i Göteborgs konsistori protokoll för den 12 februari 1668, att "Typographus Amund Grefwe skall hafwa, till ett litet understöd att hålla sitt tryck vid makt, den del af Adjuncto på Gymnasio eller Scholestaten bestås, till dess hos höga öfwerheten ett tillräckeligt underhåll kan förskaffas, och skall det nu lemnade understödet beräknas honom från och med 1667". Denna hjälp uppgick till 30 tunnor spannmål årligen (utgick fram till 1736). Året därefter drabbades han åter av en stor olycka, då han i den väldiga stadsbranden den 10 maj 1669 förlorade både verkstad, material och färdigtryckta böcker och böcker under arbete. Värdet på det förlorade uppskattades till 600 Riksdaler.
 
På grund av denna nya motgång ansökte han 1670 till regeringen om förnyad hjälp, vilket han också fick, den 24 november 1670, genom att: "...Amund Grefwe unnom och efterlåtom i sin livstid, sig och de sina till understöd, samt sitt tryckeri till uppkomst, den del av kyrkotiondet i Röörs församling på Dal som prästman herr Hallvard icke förunt är, och årligen Oss och Vår krona därav tillfaller. Det alle som vederbör, isynnerhet Vårt kammarkollegium och landshövdingen därsammastädes hava sig fullkomligen att efterrätta". 
Amund Grefwe avled i februari 1677. Hans son Tideman Grefwe övertog då tryckeriverksamheten. På sommaren 1679 dog Tideman Grefwe vid ett besök i Stockholm. Hans änka, Anna Cornelisdotter fortsatte tryckeriverksamheten under namn av Grefwes Efterleverska tills hon 1680 gifte sig med konstförvanten och boktryckaren, monsieur Lars Löhnbom, som det står i samtida papper. År 1685 står hon som ensam ägare till tryckeriet.
Tryckeriet levde vidare under närmare 200 år, och först år 1848, under ägaren Anders Westström (1773-1858) och namnet firma Norbergska tryckeriet var dess saga avslutad.

## Familj
Amund Grefwe efterlämnade många barn, av vilka sju stycken uppnådde "mogen ålder". Följande är kända:
- Reinhold Amundsson Grefwe
- Tideman Grefwe († 1679). Gift med Anna Cornelisdotter († 1721), dotter till skepparen Cornelius Janssen och Christina Svensdotter. Anna Corneliusdotter var gift fem gånger. Först med en länsman, Johan Olofsson, därefter med Tideman Grefwe samt därefter i tur och ordning med boktryckarna Lars Löhnbom (1680-1685), Jöns Rahm (1686-1695) och Zacharias Hagemann (1697-1725), vilka tydligen på samma gång som tryckeriet tvingats överta änkan.
- Nils Amundsson Grefwe